# Estação de Parque de Ocio
Parque de Ocio é uma estação que presta serviço ao Parque Warner.
Abriu ao público em 2003 e foi construída, juntamente com a linha, devido à abertura deste parque para dar serviço ao mesmo e à vizinha localidade de San Martín de la Vega, município no qual se situa esta estação.
A sua tarifa corresponde à zona B3, segundo o Consórcio Regional de Transportes de Madrid.

## Linhas e ligações
Até ao dia 4 de abril de 2012, esta estação era servida pela linha C-3a, estando desativada desde então.
| procedência/destino | < estação | linha | estação >             | destino/procedência   |
| ------------------- | --------- | ----- | --------------------- | --------------------- |
| Pinto Chamartín     | Pinto     |       | San Martín de la Vega | San Martín de la Vega |